# Cissus darik
Cissus darik är en vinväxtart som beskrevs av Friedrich Anton Wilhelm Miquel. Cissus darik ingår i släktet Cissus och familjen vinväxter. Inga underarter finns listade i Catalogue of Life.